# Friedrich Dickel
Friedrich Dickel (Vohwinkel, 1913. december 9. – Berlin, 1979. október 19.) német politikus, majdnem 26 éven át volt az NDK belügyminisztere
1931-ben lett a KPD tagja, részt vett a spanyol polgárháborúban, társa volt többek közt a későbbi Stasi-főnök, Erich Mielke. A náci hatalomátvétel után a Szovjetunióba költözött. 1946-ban tért vissza az NDK-ba.
1969 és 1989 közt volt belügyminiszter, szolgálata alatt vezette a Német Demokratikus Köztársaság Népi Rendőrségét is.